# Rudi Altig

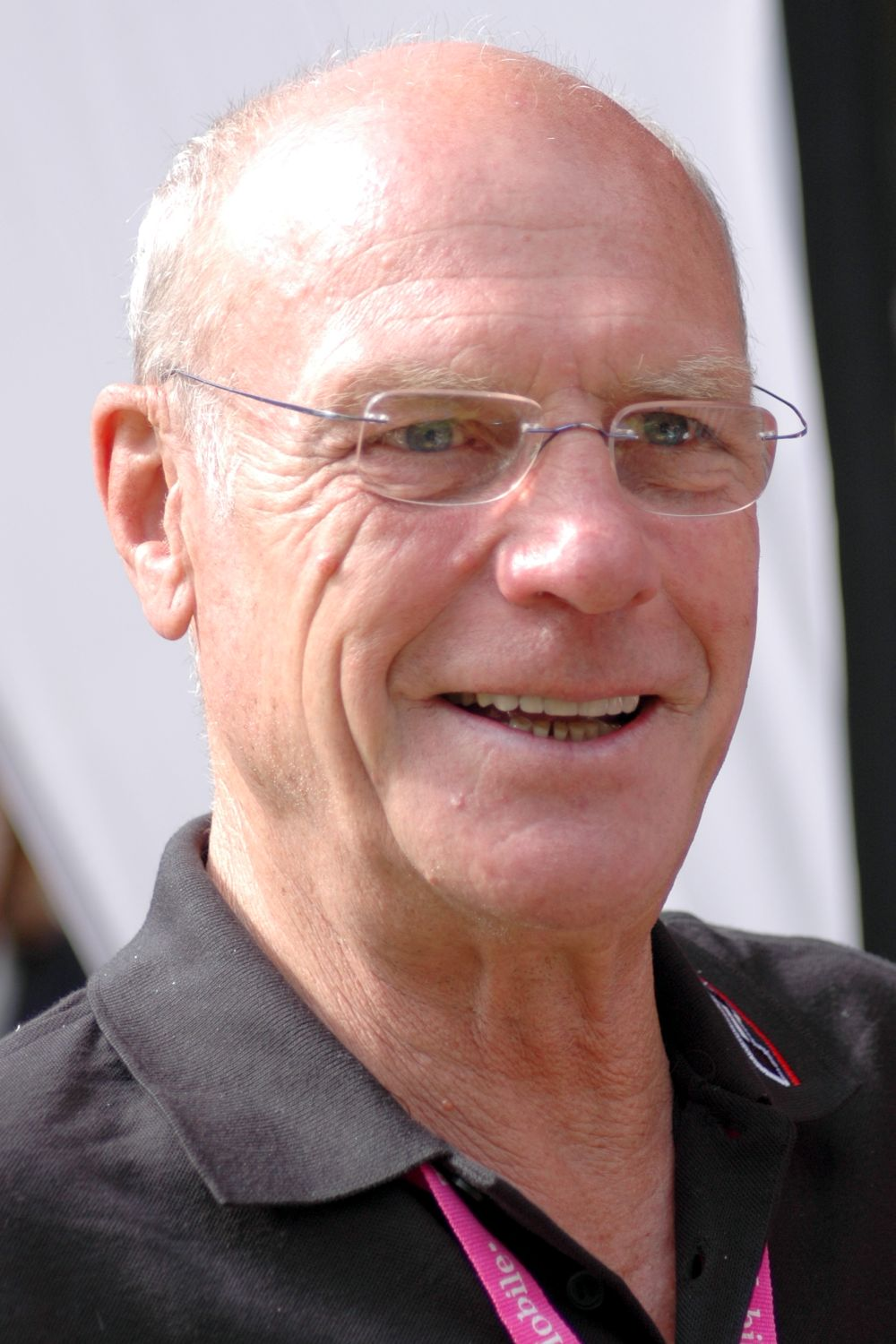
Rudi Altig (2006)

Rudi Altig (* 18. März 1937 in Mannheim; † 11. Juni 2016 in Remagen) war ein deutscher Radrennfahrer. Er wurde sowohl auf der Bahn als auch auf der Straße Weltmeister.

## Sportliche Laufbahn

### Amateur

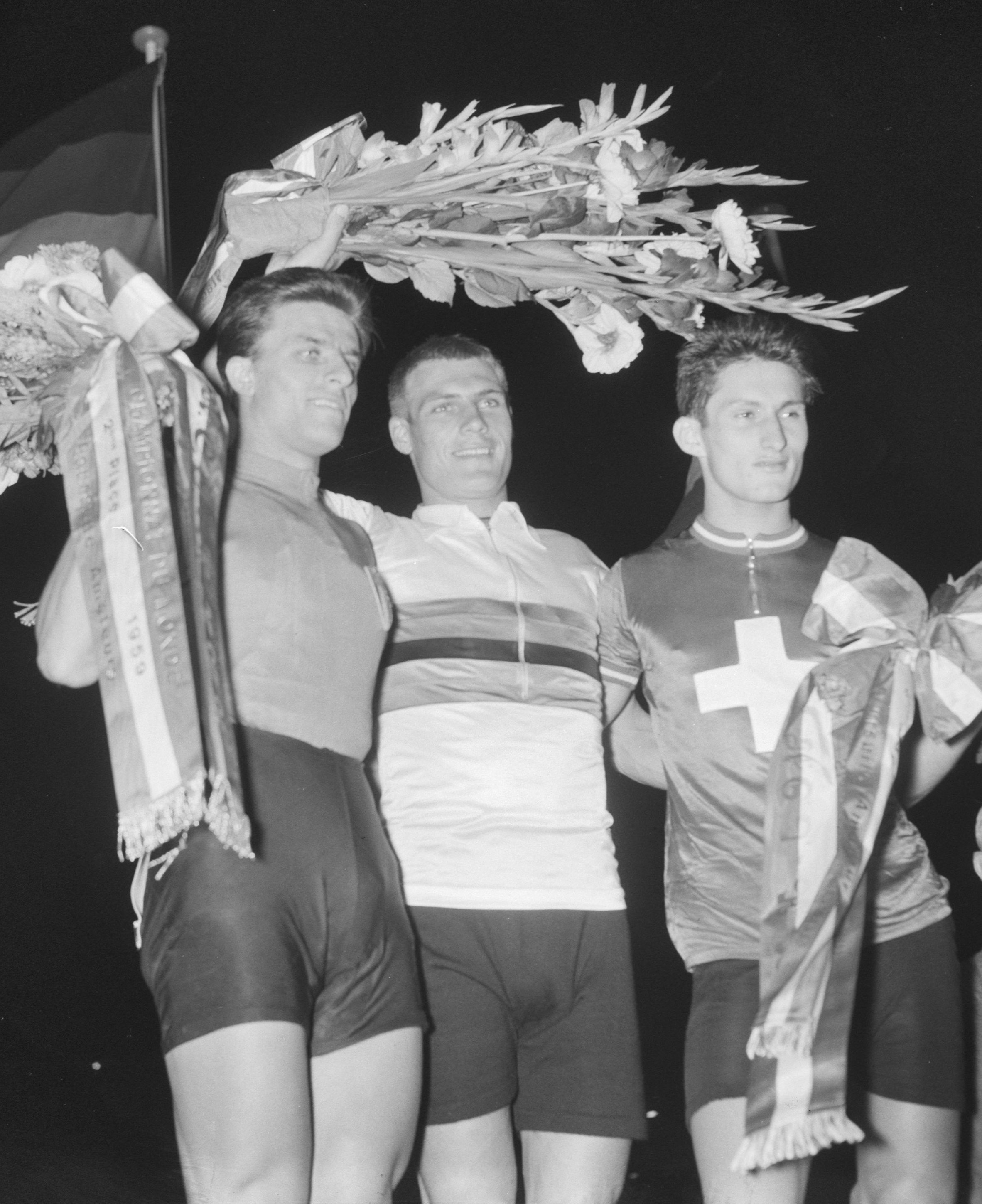
Siegerehrung Bahn-WM 1959: Mario Vallotto, Rudi Altig, Willy Trepp

Mit knapp 15 Jahren bestritt Altig seine ersten Rennen für den RRC Endspurt Mannheim und erreichte im Januar 1952 bei einem Querfeldeinrennen seinen ersten Sieg. Drei Monate später debütierte er auf der Straße und gewann die Bezirksmeisterschaft der B-Jugend. Obwohl er 1953 deutscher Juniorenmeister auf der Straße wurde, konzentrierte sich Altig in den folgenden Jahren auf den Bahnradsport, wo er oft zusammen mit seinem älteren Bruder Willi Altig startete. Ihre Dynamik und kraftvolle Fahrweise brachte den Brüdern den Spitznamen „Die Ochsen“ ein. Bis 1959 errang er vier deutsche Bahnmeisterschaften (1957 Sprint, 1958 und 1959 Zweier-Mannschaftsfahren mit Bruder Willi und 1959 die 4000-m-Einerverfolgung). Den größten Erfolg seiner Amateurlaufbahn erreichte er mit dem Gewinn des Weltmeistertitels in der Einerverfolgung bei den Bahnweltmeisterschaften 1959. Wenig später stellte er zwei Weltrekorde über 1000 Meter mit stehendem Start und 5000 Meter auf. 1958 gewann er den Großen Preis von Berlin im Sprint.

### Berufsfahrer

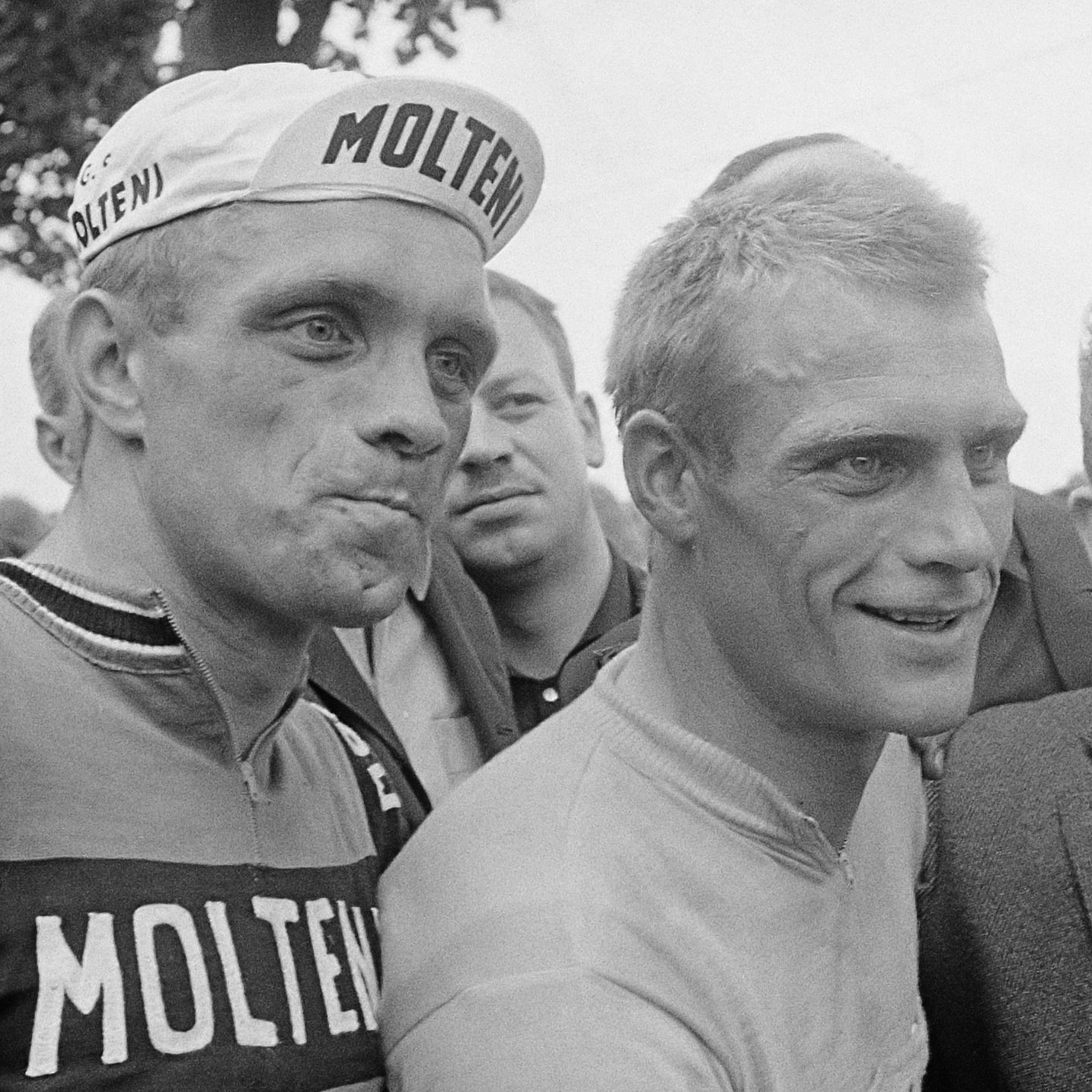
Rudi Altig (r.) mit seinem Bruder Willi (1966)

Ab Dezember 1959 startete Altig, der zuvor als Kfz-Elektriker gearbeitet hatte, als Berufsfahrer. Er gab sein Debüt beim Sechstagerennen in Köln an der Seite von Rik Van Steenbergen und wurde Zweiter. Bei den Bahnweltmeisterschaften 1960 und 1961 gewann er den Titel in der Einerverfolgung. Auch als Straßenfahrer hatte er sich 1960 und 1961 mit 13 Erfolgen empfohlen und bekam 1962 einen Vertrag beim französischen Radsportteam St. Raphael-Helyett an der Seite von Jacques Anquetil. Seitdem verlagerte Altig seine Aktivitäten mehr auf den Straßenradsport und gewann die Vuelta a España 1962, nachdem er durch einen Sieg im letzten Einzelzeitfahren die Führung übernommen hatte. Bei der Tour de France 1962 wurde er 31., nachdem er drei Etappensiege erreicht und die Punktewertung gewonnen hatte. Da Altig und Anquetil die ganze Saison über Konflikte hatten, wollte die Teamleitung im Herbst eine Versöhnung herbeiführen und schickte sie gemeinsam an den Start zur Trofeo Baracchi, einem Paarzeitfahren. Gemeinsam gewannen sie das Rennen dank der Leistung vor allem von Rudi Altig, der Jacques Anquetil an dessen Leistungsgrenzen trieb. Jacques Anquetil bezeichnete dies später als einen großen Sieg der Mannschaft, aber auch „die größte und demütigste Niederlage meines Lebens“.
In seiner Karriere bestritt Altig alle drei der bedeutendsten Etappenrennen. An der Tour de France nahm er viermal teil und hatte 1966 mit dem zwölften Platz sein bestes Ergebnis. An insgesamt 18 Tagen trug er das Gelbe Trikot des Spitzenreiters. 1969 gewann er den Prolog und fuhr letztmals eine Etappe im „Maillot Jaune“. Bis dahin hatte Altig mit einem neunten Platz das beste Ergebnis in der Gesamtwertung von fünf Starts beim Giro d’Italia erreicht. Obwohl Altig häufig Rennen in der Schweiz bestritt, fuhr er die Tour de Suisse nur einmal. 1974 wurde er 14. im Gesamtklassement.
Bei den „Monumenten des Radsports“ bestritt Altig vier der klassischen Eintagesrennen. Siege erreichte er 1964 bei der Flandern-Rundfahrt und 1968 bei Mailand–San Remo. Am häufigsten fuhr er das Eintagesrennen Paris–Roubaix, bei dem er 1967 mit Platz drei sein bestes Ergebnis erzielte. Außerdem trat er 1966 beim Rennen Lüttich–Bastogne–Lüttich (Platz 18) an. In der Flandern-Rundfahrt 1968 wurde er Zweiter. Lediglich bei der Lombardei-Rundfahrt ging Altig nie an den Start, da er zu deren Termin schon bei Sechstagerennen verpflichtet war.
1966 holte sich Altig auf dem Nürburgring seinen einzigen Weltmeisterschaftstitel im Straßenrennen. Dieser Erfolg brachte ihm die Auszeichnung zum „Sportler des Jahres 1966“ ein. Zwischen 1962 und 1970 startete er bei jeder Straßenweltmeisterschaft. 1962 wurde er wegen fremder Hilfe disqualifiziert, 1963 schied er entkräftet aus, während er sich 1965 nur dem Briten Tom Simpson geschlagen geben musste, nachdem er Monate vorher mit einem Schlüsselbeinbruch außer Gefecht gesetzt worden war. Bei seiner letzten WM 1970 war er 33-jährig hinter Rolf Wolfshohl, der Zwölfter wurde, mit Platz 15 noch zweitbester deutscher Teilnehmer. Den nationalen Titel der Straßenfahrer holte sich Altig 1964 und 1970. 1964 gewann er den Großen Preis der Dortmunder Union-Brauerei.
Obwohl sich Altig ab 1962 auf den Straßenrennsport konzentriert hatte und insgesamt zwei Etappenrennen und 98 Straßenrennen in Deutschland und zahlreichen anderen Ländern gewonnen hatte, kehrte er bis zu seinem Karriereende immer wieder auf die Bahn zurück. Schon 1962 hatte er einen Weltrekord über 5000 Meter aufgestellt. Hauptsächlich bestritt er Sechstagerennen. 1971 gewann er sein letztes Sechstagerennen; es war sein 23. Sieg bei dieser Veranstaltung. Die meisten dieser Siege errang er zusammen mit dem Münchner Sigi Renz.
Legendär wurde sein Ausspruch „Wir sind keine Sportler, wir sind Profis“, der zu seiner Zeit für einige Irritationen unter seinen Fans und in der Öffentlichkeit führte.

### Spätere Tätigkeiten
Nachdem Altig 1971 seine Laufbahn als Radrennfahrer beendet hatte, übernahm er zunächst das Amt des deutschen Bundestrainers der Amateure. Später war er in den Jahren 1980 und 1981 als Sportlicher Leiter des französischen Radsportteams Puch-Wolber-Campagnolo tätig. 1987 war er gemeinsam mit seinem Bruder Willi Sportlicher Leiter des Radsportteams Commodore. Danach war er technischer Berater beim deutschen Fahrradhersteller Schauff, Rennleiter bei diversen Radsportwettbewerben, so auch bei Rund um den Henninger-Turm. Auch war er als Radsport-Experte bei verschiedenen Fernsehsendern tätig.

### Doping
Altig hatte den Spitznamen „Die radelnde Apotheke“, der eigenen Worten zufolge daraus entstanden sei, dass er bei einer Doping-Kontrolle mal auf Nachfrage alle Medikamente, die er angeblich intus hatte, aufgezählt hatte. Dies sei als Witz gedacht gewesen, der staunende Mediziner habe aber die Liste an die Journalisten weitergereicht.
Tatsächliche eigene Doping-Praxis verleugnete Altig indes nicht. Unter anderem gestand er im Nachhinein die Einnahme von Durabolin und Pervitin. 1966 entzog er sich bei der Flèche Wallonne der Kontrolle. Im Jahr 1969 äußerte Altig sich im Miroir Sprint wie folgt: „Ich bin schlau genug, Mittel zu benutzen, die keine Spuren im Urin hinterlassen.“

## Privatleben
Altig war zweimal verheiratet und hatte drei Kinder. Sein Schwiegervater war auch als sein Berater in finanziellen Fragen tätig, so erwarb er für Altig mehrere Mietshäuser in Mannheim. 1994 wurde er erfolgreich gegen Magenkrebs behandelt. Er erlag 2016 den Folgen eines erneuten Krebsleidens.

## Ehrungen
- Sportler des Jahres 1966[10]
- Silbernes Lorbeerblatt 1966[10]
- Bundesverdienstkreuz am Bande (31. August 1992)[11]
- Verdienstorden des Landes Rheinland-Pfalz 2010
- Die Radrennbahn in Mannheim wurde 2012 nach Rudi Altig und seinem Bruder Willi Altig benannt.[12]
- Anlässlich des 80. Geburtstags des inzwischen verstorbenen Altigs wurde im März 2017 in seinem Heimatort Sinzig die  Rhein-Ahr-Sporthalle in Rudi-Altig-Sporthalle umbenannt.[13]
- Im März 2017 wurde in Mannheim ein Weg nach den Gebrüdern Altig Altigweg benannt.[14]
- Am 18. März 2018 wurde in Sinzig zur Erinnerung an Altig das Denkmal Le Roi du Peloton enthüllt.[15]

Um die Verleihung des Silbernen Lorbeerblattes gab es eine kontroverse Debatte, da der Deutsche Sportbund (DSB) dies zunächst mit dem Verweis auf den Profi-Status von Altig ablehnte. Nachdem Erwin Hauck, der damalige Präsident des Bundes Deutscher Radfahrer (BDR), mit dem Hinweis intervenierte, dass die deutschen Fußballer die Ehrung auch als Profis erhalten hatte, gab der DSB nach.

## Gedenkstätte „Le Roi du Peloton“ in Sinzig

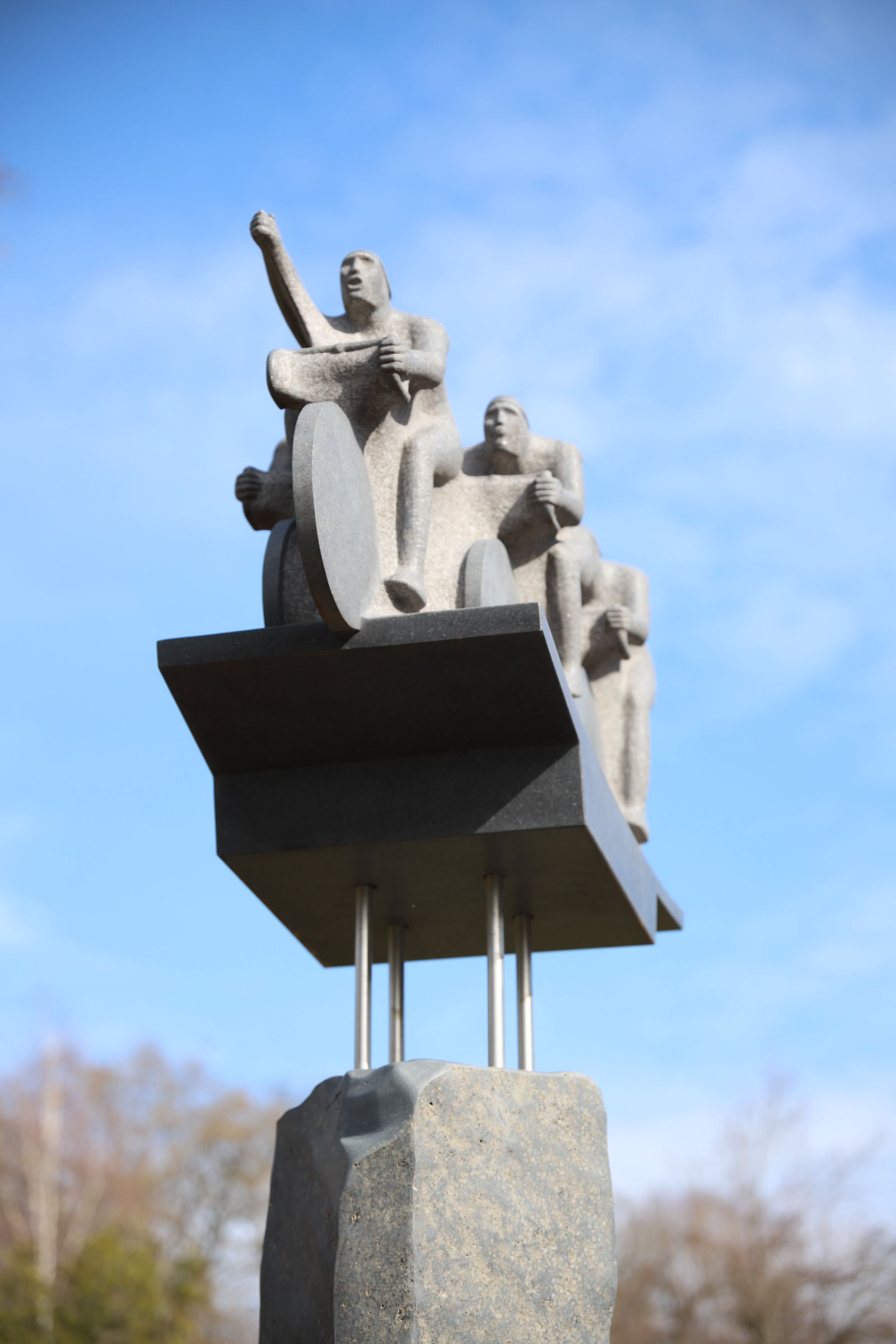
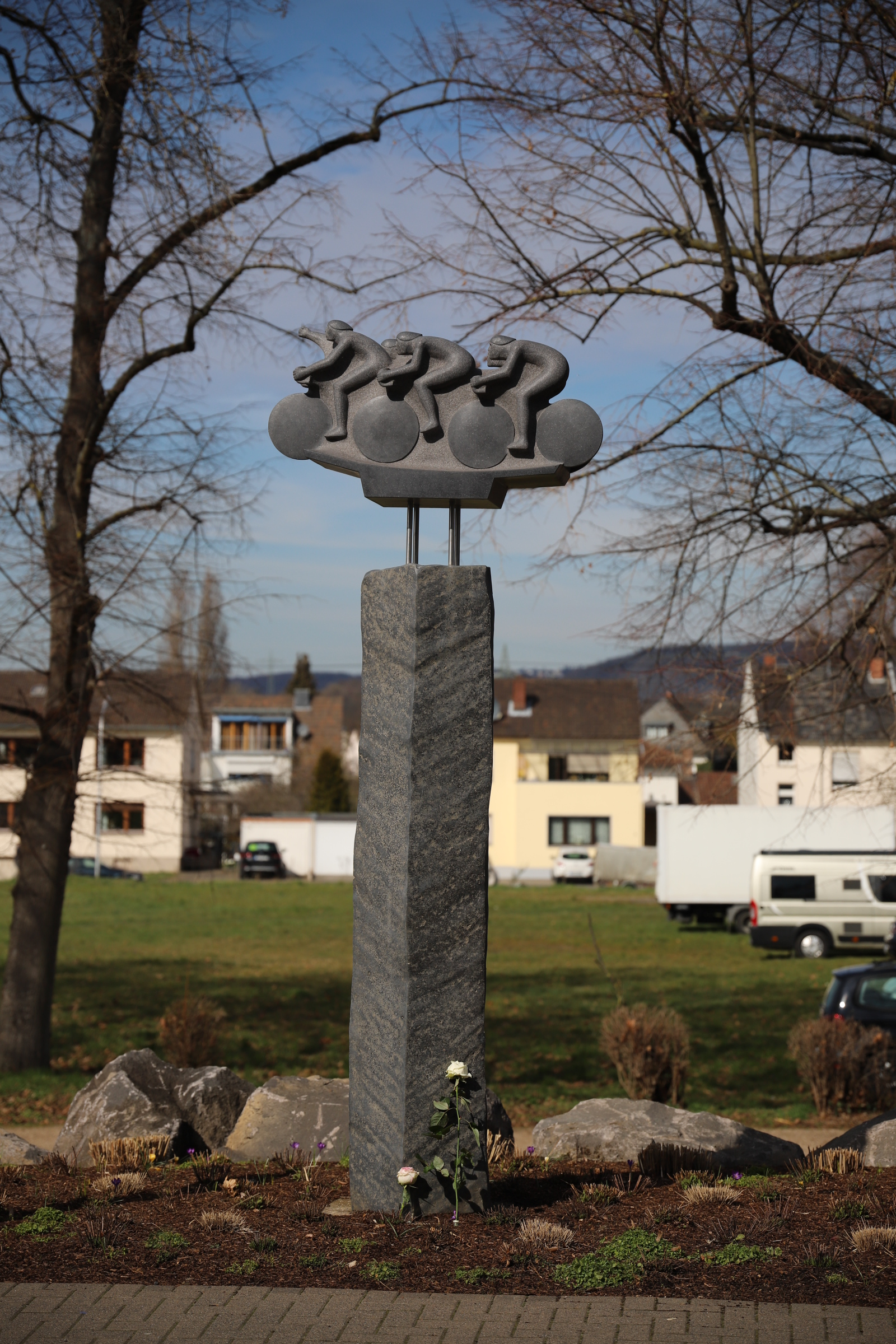
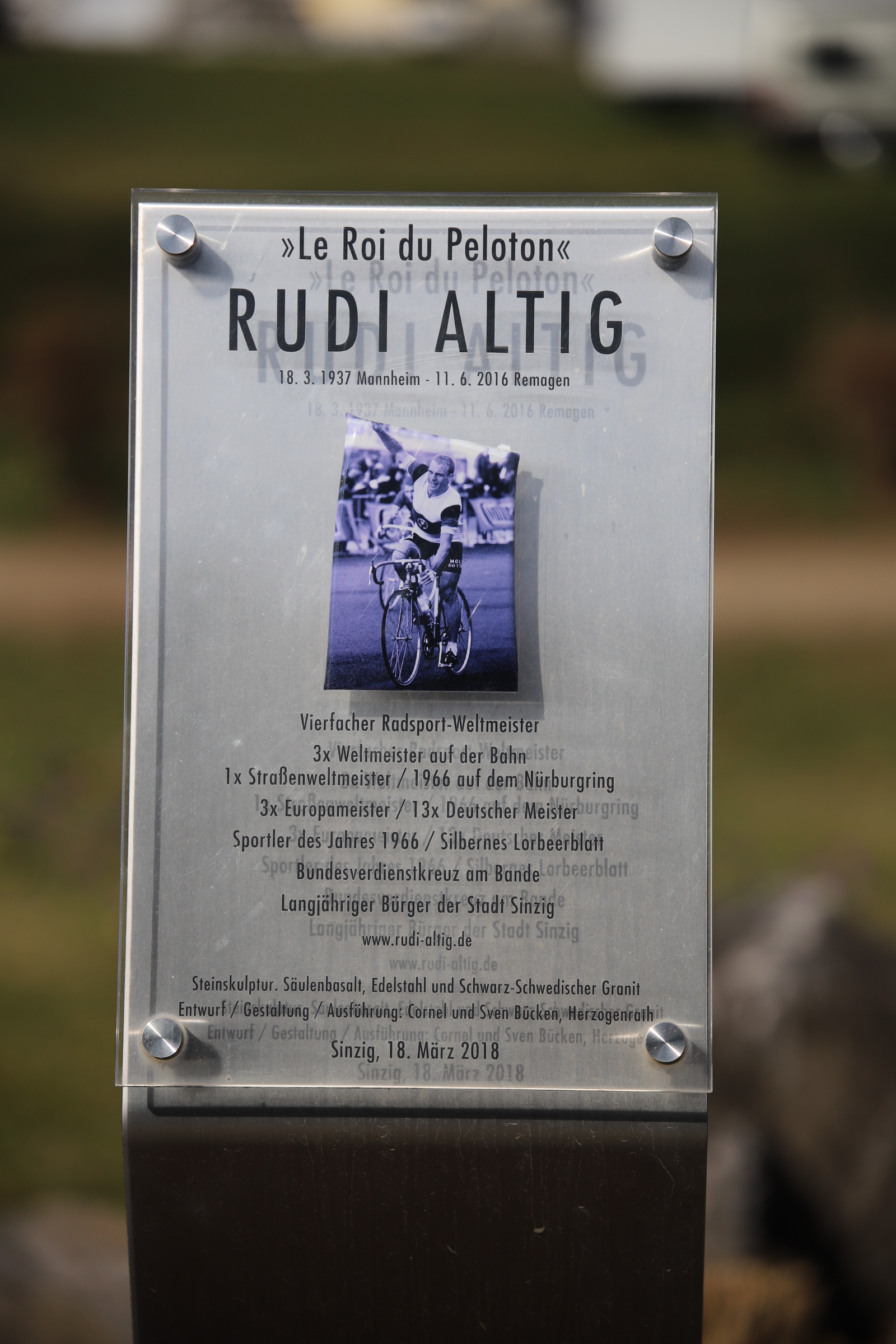

## Wichtige Siege
1957
- Deutscher Bahn-Meister Sprint und 4000-m-Einzelverfolgung

1958
- Deutscher Bahn-Meister Zweier-Mannschaftsfahren und 4000-m-Einzelverfolgung

1959
- Deutscher Bahn-Meister 4000-m-Einzel- und Mannschaftsverfolgung, Zweier-Mannschaftsfahren
- Bahn-Weltmeister Einerverfolgung

1960
- Bahn-Weltmeister Einerverfolgung
- Deutscher Bahn-Meister Einerverfolgung

1961
- Bahn-Weltmeister Einerverfolgung
- Deutscher Bahn-Meister Einerverfolgung
- Deutscher Meister 100-km-Mannschaftsrennen

1962
- Gesamtwertung, drei Etappen und Punktewertung Vuelta a España
- zwei Etappen und Punktewertung Tour de France

1963
- Gesamtwertung Luxemburg-Rundfahrt

1964
- Gesamtwertung Andalusien-Rundfahrt*
- Flandern-Rundfahrt
- Deutsche Straßen-Radmeisterschaften
- eine Etappe Tour de France 1964

1965
- eine Etappe Vuelta a España

1966
- zwei Etappen Giro d’Italia 1966
- Straßenweltmeisterschaft

1967
- zwei Etappen Giro d’Italia 1967

1968
- Mailand–Sanremo
- zwei Etappen Vuelta a España

1969
- Prolog und eine Etappe Tour de France

1970
- Rund um den Henninger-Turm
- Deutsche Straßen-Radmeisterschaften

1962–1971
- 23 Siege bei Sechstagerennen